# 交通部 (海上保安庁)
交通部（こうつうぶ、英語表記：Maritime Traffic Department）は、海上保安庁に設置されている内部部局のひとつ。2003年（平成15年）4月1日に警備救難部から航行安全業務を分離して燈台部と統合し、交通部に改組される。
航行安全および航行援助業務や交通業務を主たる業務とし、灯台の設置と管理、航行支援システムなど、海上における交通警察・海事情報提供機関として活動する。

## 概要
海上保安庁の交通部は4つの課から成る。
- 部の所掌事務に関する総合調整や航路標識の運用などを担当する企画課。

- 船舶交通に関する障害除去・信号・安全確保・航行制限および船舶交通に必要な事項の通報などを担当する航行安全課。

- 海難の調査、海難防止計画および安全事項（海洋情報部及び航行安全課の所掌を除く）の通報などを担当する安全対策課。

- 企画課及び航行安全課が所掌する分を除く、灯台その他の航路標識や管制信号所等および各種通信施設の建設・保守などを行なう整備課。

それぞれの課は、各地に設けられる灯台をはじめとする航路標識の設置・運用や海上交通センターによるふくそう海域における一元的な海上交通管制の実施、船舶気象通報やロランCの運用および沿岸域情報提供システム（MICS）による各種の海上を航行するに必要な安全情報の提供の他、海難防止運動を通じて海上交通の安全のための広報や現場指導および講習会など安全対策の普及活動を行なう。

## 組織
- 企画課
  - 海上交通企画室
  - 国際・技術開発室
- 航行安全課
  - 航行指導室
  - 交通管理室
  - 航行安全企画官
- 安全対策課
  - 安全情報提供センター
  - 首席海難調査官
  - 海難防止対策官
- 整備課
  - 航路標識企画官